# 선장면
선장면(仙掌面)은 대한민국 충청남도 아산시에 있는 면이다.

## 연혁
선장면은 삼대명당 중 선인앙장지지(仙人仰掌之地)라는 말에서 유래하였다. 선장면은 백제시대에는 굴직현(屈直縣)이었고, 고려시대에는 신창면(新昌面)이었다. 일제시대인 1914년 3월 1일 행정 구역 개편에 따라, 초정면(椒井面)이 되었으며, 1917년 9월 25일 선장면(仙掌面)으로 개칭되었다. 1979년 5월 현 청사를 신축하였다. 1995년 1월 1일 도농통합법에 의거 아산시 선장면이 되었다. 1996년 1월 1일에는 예산군 신암면 신종리 중 하평리가 선장면 신덕2리로 편입되었다.

## 행정 구역
| 법정리 | 행정리                                      | 비고                  |
| ------ | ------------------------------------------- | --------------------- |
| 가산리 | 가산1리, 가산2리                            |                       |
| 군덕리 | 군덕1리, 군덕2리, 군덕3리                   | 면행정복지센터 소재지 |
| 궁평리 | 궁평1리, 궁평2리, 궁평3리                   |                       |
| 대정리 | 대정리                                      |                       |
| 대흥리 | 대흥1리, 대흥2리, 대흥3리, 대흥4리, 대흥5리 |                       |
| 돈포리 | 돈포1리, 돈포2리                            |                       |
| 선창리 | 선창1리, 선창2리, 선창3리, 선창4리          |                       |
| 신덕리 | 신덕1리, 신덕2리                            |                       |
| 신동리 | 신동1리, 신동2리                            |                       |
| 신문리 | 신문리                                      |                       |
| 신성리 | 신성1리, 신성2리                            |                       |
| 장곳리 | 장곳리                                      |                       |
| 죽산리 | 죽산1리, 죽산2리                            |                       |
| 홍곳리 | 홍곳리                                      |                       |

## 교육
| 학교명                | 소재지                       | 비고                   |
| --------------------- | ---------------------------- | ---------------------- |
| 선장초등학교          | 선장면 서부남로 21 (군덕리)  |                        |
| 선장초등학교 학선분교 | 선장면 서부남로 293 (선창리) | 2001년 폐교            |
| 선장초등학교 신정분교 | 선장면 서들남로 108 (대정리) | 2003년 폐교            |
| 삼선초등학교          | 선장면 아산만로 728 (대흥리) | 2007년 폐교            |
| 선도중학교            | 선장면 서부남로 21 (군덕리)  | 현 위치                |
| 선도중학교            | 선장면 아산만로 368 (군덕리) | 2003년 통합학교로 이전 |
| 아산성심학교          | 선장면 아산만로 368 (군덕리) |                        |